# Ancylotrypa atra
Ancylotrypa atra is een spinnensoort uit de familie Cyrtaucheniidae. De soort komt voor in Ethiopië en Kenia.